# NGC 2950
NGC 2950 is een lensvormig sterrenstelsel in het sterrenbeeld Grote Beer. Het hemelobject werd op 19 maart 1790 ontdekt door de Duits-Britse astronoom William Herschel.

## Synoniemen
- UGC 5176
- MCG 10-14-32
- ZWG 289.16
- PGC 27765